# الدورة الاستثنائية السادسة لمؤتمر القمة الإسلامي 2017
الدورة الاستثنائية السادسة للقمة الإسلامية هي مؤتمر نظمته منظمة التعاون الإسلامي (OIC) في إسطنبول في 13 ديسمبر 2017. أسفرت هذه القمة عن «إعلان إسطنبول بشأن حرية القدس».

## خلفية
تم تنظيم القمة بشكل أساسي كردة فعل على قرار الرئيس الأمريكي دونالد ترامب في 6 ديسمبر 2017 الاعتراف بالقدس عاصمة لإسرائيل والتخطيط لنقل سفارة الولايات المتحدة من تل أبيب إلى القدس.

## المشاركين
حضر القمة 57 ممثلا عن الدول الأعضاء ال57 في منظمة التعاون الإسلامي، 30 منهم من رؤساء دول، مع دعوة خاصة للرئيس الفنزويلي نيكولا مادورو. وكان من بين رؤساء الدول الرئيس التركي رجب طيب أردوغان، والرئيس الفلسطيني محمود عباس، والعاهل الأردني الملك عبد الله الثاني؛ الرئيس اللبناني ميشال عون، والرئيس الإيراني حسن روحاني، والأمير القطري حمد بن خليفة آل ثاني، ورئيس الوزراء الباكستاني شهيد خاقان عباسي  ورئيس بنغلاديش عبد الحميد.

## مناقشات
ركزت المناقشات على إدانة قرار الرئيس ترامب بشأن القدس (أو القدس) والدفاع عن القضية الفلسطينية واعتبار القدس ملكا للبشرية جمعاء. انتهك قرار ترامب القانون الدولي وقرارات الأمم المتحدة وقرار مجلس الأمن رقم 478 بشأن القدس وتجاهل الحقائق التاريخية والاجتماعية والثقافية للمدينة المقدسة.

## استنتاج
اختتمت القمة ببيان ختامي دعا إلى مزيد من الوحدة بين الدول الإسلامية في القرار المشترك للقمة بشأن إدانة قرار الرئيس ترامب بشأن القدس والتسوية غير القانونية في الأراضي الفلسطينية المحتلة، وتعزيز الالتزام بحماية حقوق الفلسطينيين في القدس. كما أصدرت القمة إعلانا بالاعتراف بالقدس الشرقية كعاصمة لدولة فلسطين.

## ردود الأفعال
- إسرائيل : قال رئيس الوزراء بنيامين نتنياهو «كل هذه التصريحات فشلت في التأثير علينا» ردًا على الإعلان الذي أصدره 57 ممثلا خلال اجتماع الدول الإسلامية.[6]
- تركيا : حث الرئيس رجب طيب أردوغان الدول الأخرى خارج منظمة المؤتمر الإسلامي على الاعتراف بدولة فلسطين، وأضاف أن القدس «خط أحمر» لدى المسلمين الذين سيرفضون أي عدوان على المقدسات الإسلامية. كما انتقد إسرائيل ووصفها بأنها دولة إرهابية.[1] بعد القمة، خطط لنقل السفارة التركية من تل أبيب إلى القدس الشرقية.[7]
- فلسطين : قال الرئيس محمود عباس إن دونالد ترامب ارتكب «أكبر جريمة» بقراره، ويرفض الفلسطينيون أي دور للولايات المتحدة في محادثات السلام مع إسرائيل.
- إيران : صرح الرئيس حسن روحاني أن «الولايات المتحدة تسعى فقط لتأمين أقصى مصالح الصهاينة وليس لها أي احترام للحقوق المشروعة للفلسطينيين». كما انتقد الولايات المتحدة، واصفا إياها بأنها ليست وسيطا نزيها في مفاوضات السلام.[8] في 27 ديسمبر، صوت البرلمان الإيراني لصالح مشروع قانون اعترف بالقدس عاصمة للفلسطينيين.[9]